# Sinervaspartus
Sinervaspartus is een geslacht van wantsen uit de familie van de Miridae (Blindwantsen). Het geslacht werd voor het eerst wetenschappelijk beschreven door Henry & Howard in 2016.

## Soorten
Het genus bevat de volgende soorten:

- Sinervaspartus discovittatus (Carvalho, 1945)
- Sinervaspartus espartacoides Carvalho & Gomes, 1970
- Sinervaspartus marginalis Henry & Howard, 2016
- Sinervaspartus venezuelanus Carvalho, 1989